# Andrzej Grabia Jałbrzykowski
Andrzej Grabia Jałbrzykowski (ur. 1921 w majątku Ujazd pod Krakowem, zm. 2005 w Buenos Aires) - publicysta i heraldyk, działacz polonijny. Z rodziny wywodzącej się z ziemi Łomżyńskiej. 

## Życiorys
Był absolwentem IV Gimnazjum im. H. Sienkiewicza w Krakowie. W 1939 przebywał w Wilnie, gdzie był zatrudniony jako attaché prasowy w Nuncjaturze Apostolskiej w Kownie wiosną 1940 r. Stryjem Andrzeja był arcybiskup wileński Romuald Jałbrzykowski. Zatrudnienie w attachacie zawdzięczał swojemu wpływowemu krewnemu, dzięki temu dysponował także informacjami, do których nie mieli dostępu przeciętni mieszkańcy Wileńszczyzny. Miał również możliwość wyjazdu na zachód, jako pracownik Nuncjatury. Właściwie gdy Litwa w czerwcu 1940 r. została włączona do ZSRR został jak inni pracownicy Nuncjatury wydalony. Przedostano się poprzez Berlin do Włoch. Gdzie młodego Jałbrzykowskiego przyjął podsekretarz stanu Stolicy Apostolskiej, pracownik w Nuncjaturze w Warszawie w 1923, Giovanni Battista Montini, późniejszy papież Paweł VI.
Z okresu tego napisał Wspomnienia Wileńskie 1939-1940 opublikowane w 2005 r. w kraju.
Z Litwy wyjechał najpierw do Włoch, a stamtąd przedostał się do Anglii, gdzie zgłosił się do Polskich Sił Zbrojnych. Po demobilizacji, w 1947 wyjechał do Johannesburga w Unii Południowej Afryki, a następnie do Argentyny w 1950. Tam założył biuro turystyczne, co pozwoliło mu stać się również podróżnikiem. Współpracował z redakcją Głosu Polskiego w Buenos Aires. Był członkiem Komitetu Redakcyjnego Materiałów do biografii, genealogii i heraldyki polskiej, założonego w 1962 w Paryżu. W publikacji Gawędy o krajach i ludziach opisał swoje przeżycia w takich krajach jak: Polska, Litwa, Portugalia, Wielka Brytania, Republika Południowej Afryki, Argentyna, Brazylia, Nepal, USA, Islandia, Seszele i Chile.
Wydał zbiór opowiadań pt. O tym i owym, a także monografię własnej rodziny, która sięga XV w. oraz wcześniejszych legendarnych historii, opracowanie oparł na ponad 200 dokumentach źródłowych oraz około 800 wypisach metrykalnych. 